# اوزو، اهیمه
۳۳°۳۰′ شمالی ۱۳۲°۳۳′ شرقی / ۳۳٫۵۰۰°شمالی ۱۳۲٫۵۵۰°شرقی
اوزو در استان اهیمه در کشور ژاپن واقع شده‌است  که دارای جمعیت ۴۹٬۵۴۳ نفر و مساحت ۴۳۲٫۲۰ کیلومتر مربع با تراکم جمعیت ۱۱۵  نفر در کیلومترمربع است و در تاریخ ۱۱ ژانویه ۲۰۰۵ به عنوان شهر شناخته شد.

## نگارخانه

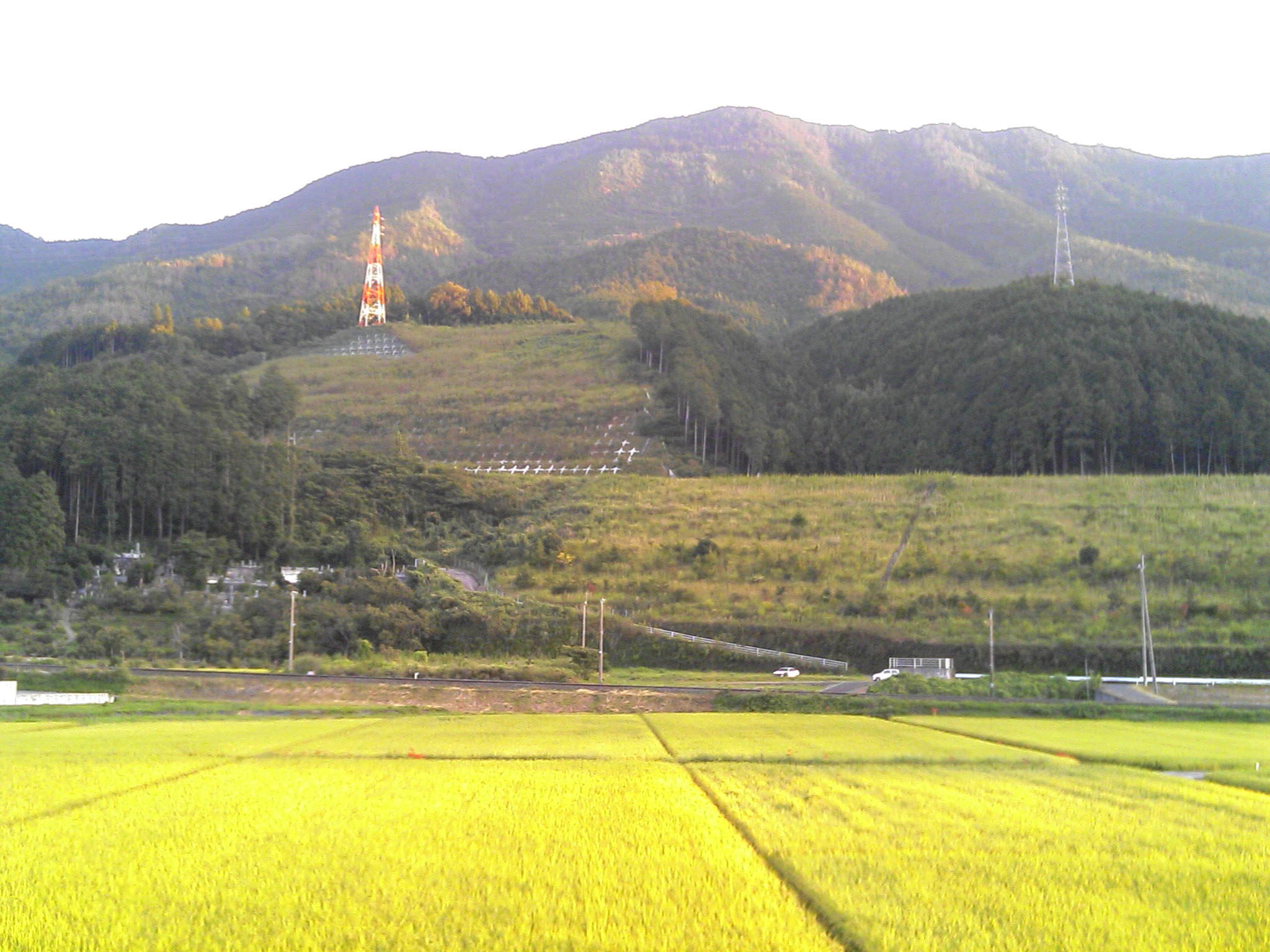
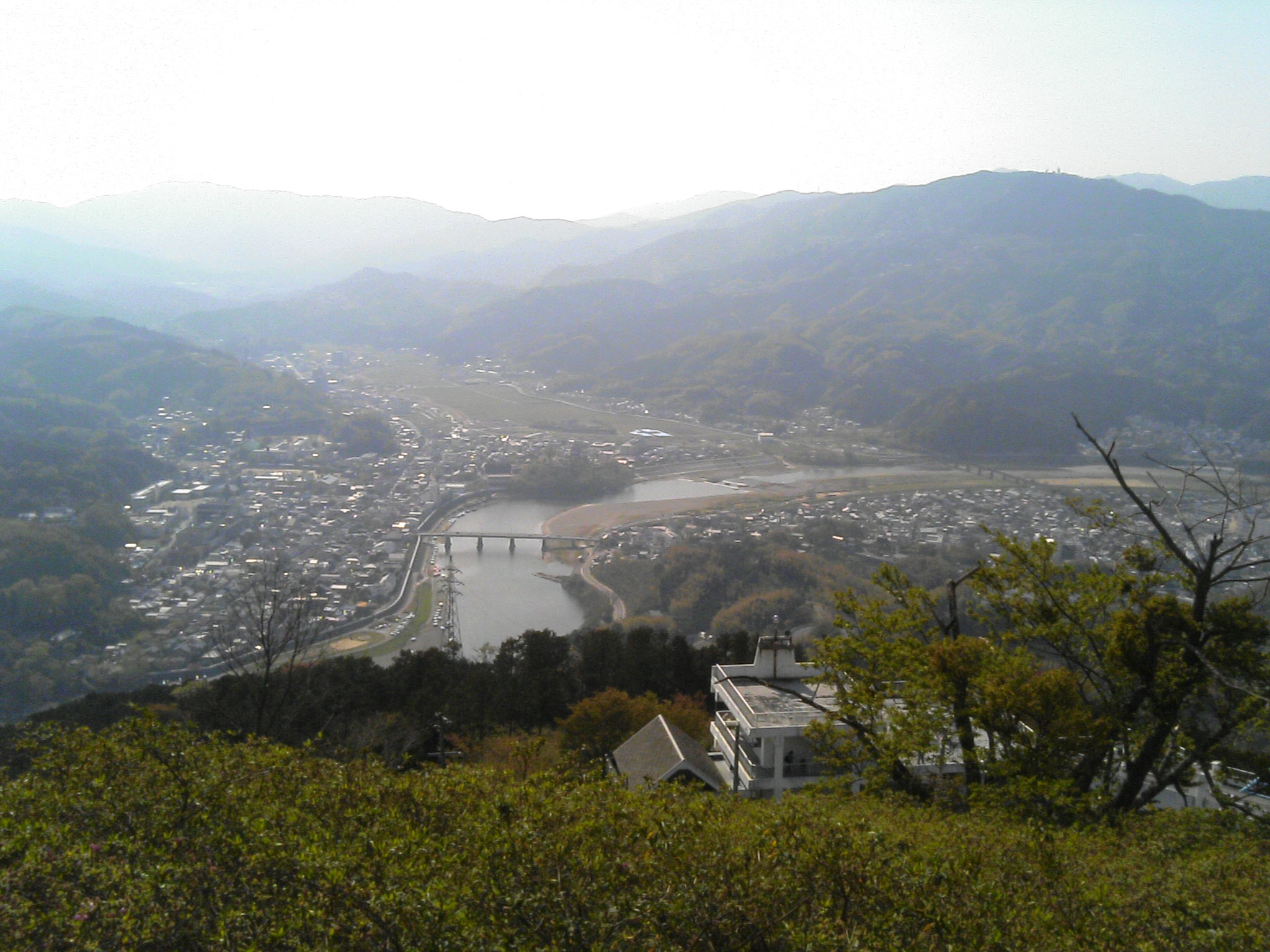
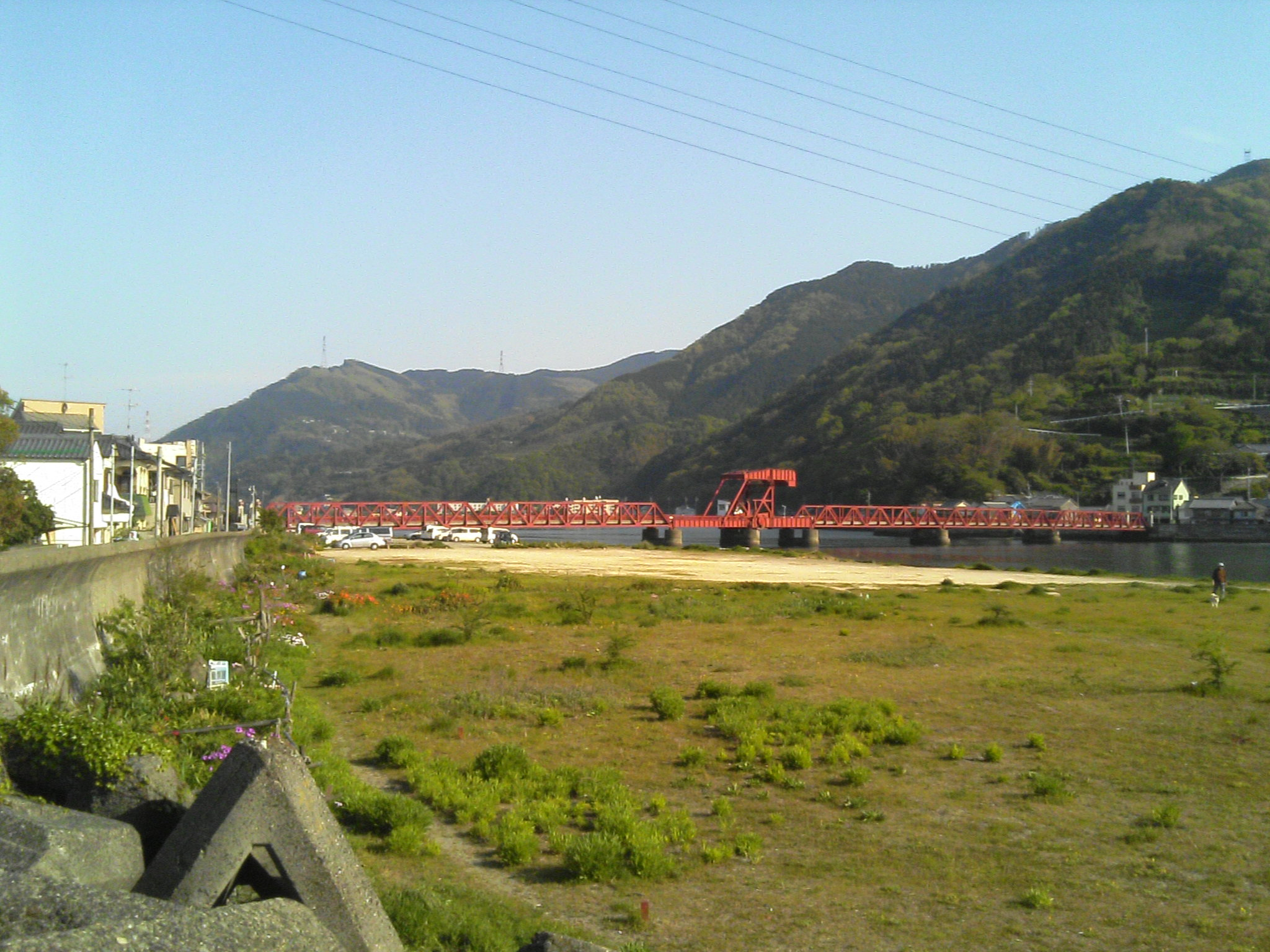
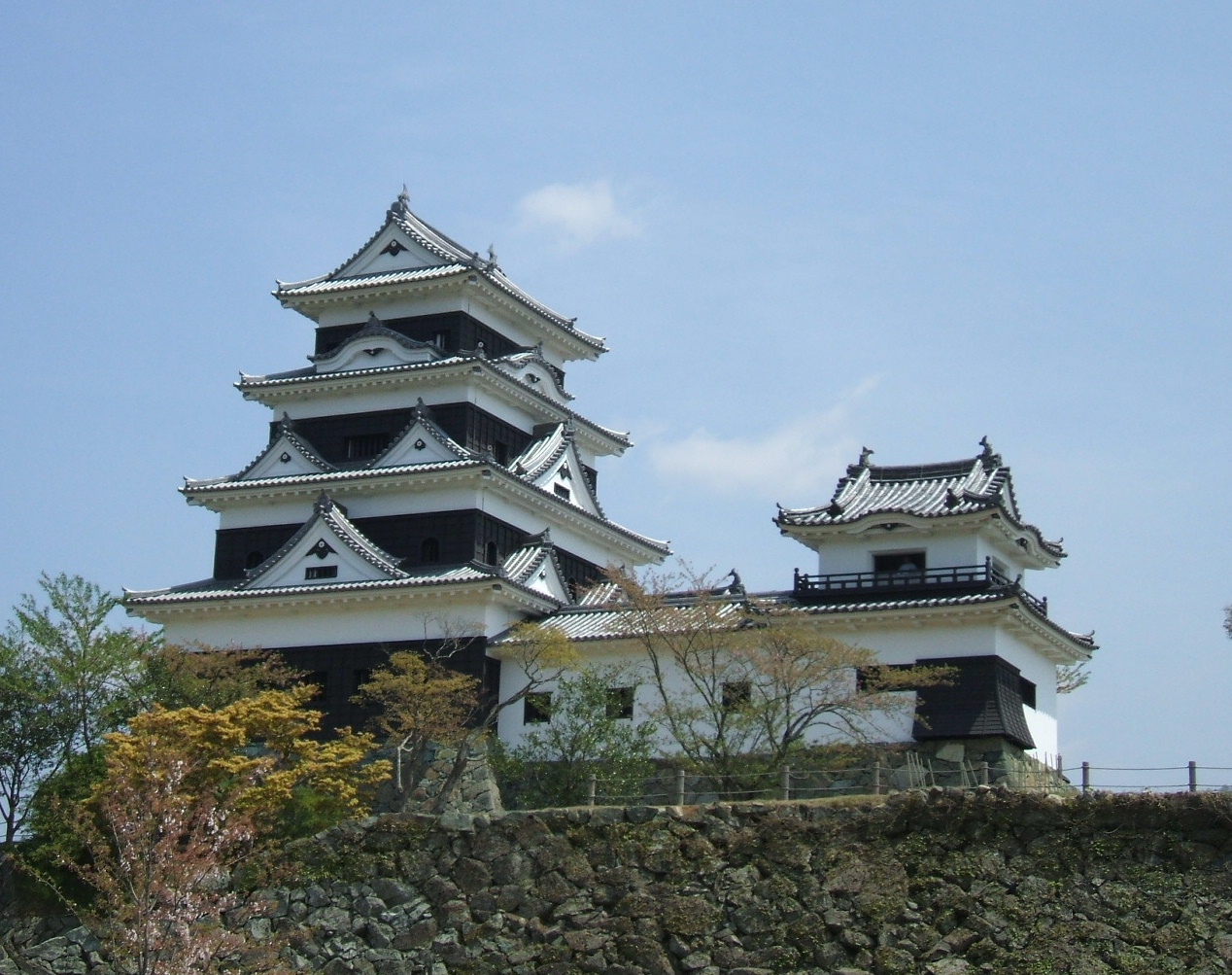